# Believe (chanson de Nami Tamaki)
Pour les articles homonymes, voir Believe.
Singles de Nami Tamaki
Realize
(2003)
Believe est le 1re single de Nami Tamaki sorti sous le label Sony Music Entertainment Japan le 23 avril 2003 au Japon. Il atteint la 5e place du classement de l'Oricon, et reste classé pendant 24 semaines, pour un total de 194 167 exemplaires vendus. C'est le single le plus vendu de Nami Tamaki à ce jour.
Believe a été utilisé comme 3e thème d'ouverture de l'anime Gundam Seed. Believe se trouve sur la compilation Graduation ~Singles~, sur l'album remix Reproduct Best et sur l'album Greeting où se trouve également Complete.

## Liste des titres
| 1. | Believe                | Nishio Saeko     | Aoi Yoshiki   | 3:56 |
| 2. | Complete               | Watanabe Natsumi | Hara Kazuhiro | 4:12 |
| 3. | Can You Feel My Love   | Matsumoto Yuuka  | Asada Yuusuke | 4:01 |
| 4. | Believe (Instrumental) | ---              | Aoi Yoshiki   | 3:56 |

## Believe Reproduction ~GUNDAM SEED EDITION~
Believe Reproduction ~GUNDAM SEED EDITION~ est sorti le 21 mai 2003, il atteint la 19e place du classement de l'Oricon, et reste classé pendant 15 semaines, pour un total de 28 344 exemplaires vendus.

## Liste des titres
| 1. | Believe -Evidence01 Mix-          | Nishio Saeko | Aoi Yoshiki, HΛL                          | 5:03 |
| 2. | Believe -FREEDOM G CONTROL MIX-   | Nishio Saeko | Aoi Yoshiki, Sato Seiki                   | 4:11 |
| 3. | Final Memory                      | shungo.      | Kuwabara Hideaki, Matsumoto Shohei        | 3:49 |
| 4. | Final Memory -happy hardcore mix- | shungo.      | Kuwabara Hideaki, Atsumi Naoki+FaNtAZiStA | 4:28 |